# Vema ewingi
Vema ewingi är en blötdjursart som först beskrevs av Clarke och Menzies 1959.  Vema ewingi ingår i släktet Vema och familjen Neopilinidae. Inga underarter finns listade i Catalogue of Life.